# Neurolipa randiella
Neurolipa randiella är en fjärilsart som först beskrevs av August Busck 1900.  Neurolipa randiella ingår i släktet Neurolipa och familjen styltmalar. Inga underarter finns listade i Catalogue of Life.